# Бијаторбађ
Бијаторбађ (мађ. Biatorbágy) град је у Мађарској. Бијаторбађ је значајан град у оквиру жупаније Пешта, а истовремено и важно предграђе престонице државе, Будимпеште.
Бијаторбађ има 11.769 становника према подацима из 2008. године.

## Географија
Град Бијаторбађ се налази у северном делу Мађарске. Од престонице Будимпеште град је удаљен 20 km западно. Град се налази у северном делу Панонске низије, у побрђу Пилиш.

## Становништво
По процени из 2017. у граду је живело 13132 становника.
| 1990. | 2001. | 2011.  | 2017.  |
| ----- | ----- | ------ | ------ |
| 7.176 | 8.293 | 12.484 | 13.132 |

## Галерија
- Нови део града
- Тржни центар